# Albrecht Dürer l'Ancien
Albrecht Dürer l'Ancien (en hongrois : Ajtósi Dürer Albrecht, désigné en allemand comme Albrecht Dürer der Ältere, l'Aîné), né vers 1427 à Ajtós, près de Gyula dans le royaume de Hongrie, et mort avant le 20 septembre 1502 et inhumé à Nuremberg, est un orfèvre de Nuremberg en Allemagne.
Il est le père du peintre et graveur Albrecht Dürer, dit aussi le Jeune (Albrecht Dürer der Jüngere) afin d'éviter toute confusion, de l'orfèvre Endres Dürer et du graveur Hans Dürer.

## Biographie
Il est le fils aîné de l'orfèvre Anthoni Dürer et le père du peintre Albrecht Dürer. Né vers 1427 à Eytas (Ajtós) près de Gyula en Hongrie, il entreprend une formation d'orfèvre avec son père après laquelle il part pour un long apprentissage qui l'amène aux Pays-Bas, et peut-être même jusqu'en Bourgogne. En chemin, il arrive vers 1444 à l'âge de 17 ans à Nuremberg. On présume qu'il y rencontre l'orfèvre Hieronymus Holper et qu'il travaille chez lui comme compagnon.
C'est là qu'il aurait pris le nom de Dürer.
S'ensuit un séjour de plusieurs années aux Pays-Bas où, selon ce qu'en rapporte son fils Albrecht, il prend contact avec d'autres orfèvres du lieu. L'historien Heinrich Kohlhaussen suggère en se basant sur une double-coupe (Doppelpokal, objet réalisé vers 1470-1480 et exposé au musée d'histoire de l'art de Vienne) qu'il attribue à Albrecht l'Ancien, des influences artistiques de Bourgogne où Albrecht aurait séjourné et accompli des travaux pour Philippe le Bon.
Il revient en 1455 à Nuremberg et entre dans l’atelier de l'orfèvre Hieronymus Holper qui devient son mécène et ami. Il y fait son apprentissage de compagnon jusqu'en 1467, date à laquelle il s'établit comme artisan indépendant et s'installe dans l'arrière-maison de Johannes Pirckheimer, père de l'humaniste et juriste Willibald Pirckheimer qui sera plus tard aussi mécène d'Albrecht Dürer fils. Il devient le 4 avril de la même année 1467 citoyen de la ville de Nuremberg et obtient la charge d'assistant officiel auprès de Hieronymus Holper à l'Office de pesage et mesure d'argent (Silberwaagamt), et aux expositions d'objets d'orfèvrerie.
Le 8 juin 1467, il épouse Barbara Holper, fille de Hieronymus, alors âgée de 15 ans. Elle décède à l'âge de 62 ans en 1514. Ils ont 18 enfants dont seuls trois survivent jusqu'à l'âge mûr, dont Albrecht Dürer né en 1471. Alors qu'il est âgé de 52 ans, ce dernier écrit dans ses Chroniques familiales qu'il ne reste plus de vivants que Endres, né en 1484 et orfèvre, et Hans, peintre et graveur né en 1490.
L'année suivante, le 4 juin 1468, la ville lui octroie le droit de s'établir comme Maître orfèvre et il s'établit alors définitivement à Nuremberg. Il y gagne rapidement en renommée et reçoit le 20 mars 1470, en même temps que l'orfèvre Nicolaus Rot, l'office de Vérificateur des Monnaies (Münzprobierer). Le 12 mai 1475, il fait l'acquisition de la maison S 493 située au coin de la Haute Rue des Forgerons (Obere Schmiedgasse) et y emménage.
Les années suivantes, la ville lui confie diverses missions. En 1492, il part pour Linz pour présenter des ouvrages d'orfèvrerie à l'empereur Frédéric III dont le détail des objets n'est pas connu (selon une lettre envoyée depuis Linz à son épouse, lettre conservée au Germanisches Nationalmuseum).
En 1489, lui et Hans Krug l'Ancien ont achevé deux gobelets pour Frédéric III. Il meurt en 1502 dans la Ruhr et est inhumé à Nuremberg le 20 septembre.

## Formation d'Albrecht Dürer, dit le Jeune
Albrecht Dürer père initie son fils Albrecht le Jeune au métier d'orfèvre dès ses douze ans et lui apprend à se servir du burin et de la pointe. Celui-ci raconte : « Lorsque je fus en état de travailler proprement, [...] mon goût me porta plutôt vers la peinture que vers l'orfèvrerie [...] Mais il me laissa libre ».

## Œuvres

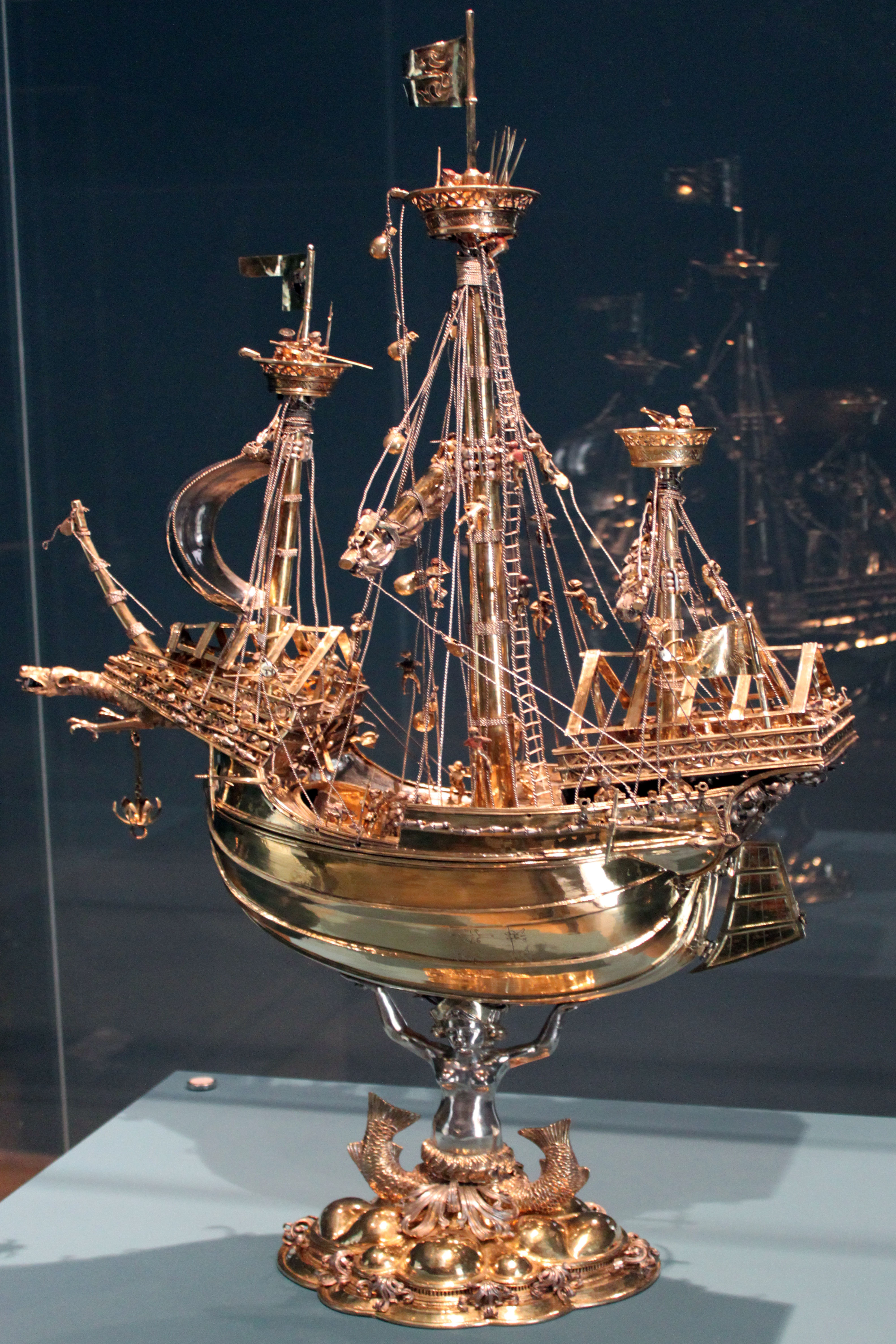
Bateau, pièce de surtout de table, Nuremberg, début du XVIe siècle.

Bien qu'Albrecht Dürer l'Ancien ait connu la renommée, il est difficile de lui attribuer telle ou telle œuvre avec certitude. On lui attribue généralement le surtout de table connu sous le nom de Nef de Schlüsselfeld, une nef de table issue de la Fondation familiale Schlüsselfelder, prêtée et présente depuis 1875 au Germanisches Nationalmuseum. Plusieurs historiens de l'art considèrent cet ouvrage comme un des derniers du maître, sans que cela puisse être confirmé.
Un autre ouvrage conservé, une double-coupe conservée par le musée d'histoire de l'art de Vienne, lui a été attribué par Heinrich Kohlhaußen, alors directeur du musée, en se basant probablement sur un dessin d'une double-coupe similaire aujourd'hui perdue, qui faisait partie de la collection du cardinal Albert de Brandebourg. Mais cette attribution n'ayant pu être confirmée, elle ne rencontra que peu d'écho et l'ouvrage exposé est attribué à l'heure actuelle à un maître anonyme de Nuremberg entre 1470 et 1480.
Un dessin à la pointe d'argent, le Turnierreiter (Chevalier au tournoi), conservé au cabinet des estampes de Berlin, longtemps attribué à Albrecht Dürer fils, est aujourd'hui considéré par la plupart des chercheurs comme une œuvre d'Albrecht père ; c'est une page d'un Catalogue de Modèles, probablement la copie d'un sceau de chevalier. Un ajout postérieur en haut de page 1508 A. d. a semé la confusion avant que l'examen du style du dessin ne fasse remonter la création à bien avant, probablement vers 1480.
Beaucoup d'autres œuvres sont documentées, mais ne peuvent lui être attribuées avec certitude. Erwin Panofsky lui reconnaît deux dessins à pointe d'argent.

### Œuvres pouvant lui être attribuées
- Collections graphiques de l'université d'Erlangen
  - Autoportrait, vers 1492/1493, dessin à la plume.
- Germanisches Nationalmuseum, Nuremberg.
  - Schlüsselfelder Schiff, vers 1502/03.
- Vienne, collection graphique de l'Albertina.
  - Autoportrait, 1486 (dessin à la pointe d'argent, attribué jusqu'en 1957 à Albrecht le Jeune, depuis généralement attribué au père).
- Musée d'histoire de l'art de Vienne.
  - Double coupe, vers 1470 – 1480.
- Cabinet des estampes de Berlin
  - Turnierreiter, vers 1480.

### Œuvres attribuées
- Deux médaillons d'argent pour les musiciens de Nuremberg, 1471.
- 24 coupes d'argent plaquées or pour la ville de Nuremberg dont quatre avec couvercle, 1477.
- Vaisselle à boire en plusieurs éléments, pour l'évêque de Posen Uriel von Gorka, 1486.
- Deux gobelets d'argent pour l'empereur Frédéric III, 1489.
- Deux ostensoirs devant accueillir une épine de la couronne de Jésus et une boule de plomb des lanières du fouet romain pour l'église du Saint-Esprit de Nuremberg.
- Double coupe issue des possessions du cardinal Albert de Brandebourg.

### Portraits

#### Premier portrait
Le portrait Albrecht Dürer avec couronne de roses a été réalisé vers 1490 par Albrecht Dürer à l'âge de seulement 19 ans et représente son père âgé de 63 ans. Le tableau est présenté dans la Galerie des Offices à Florence.
Le portrait mesure 47 cm de haut et 39 cm de large et est peint sur bois. Il est signé du monogramme de Dürer fils et daté de 1490. Au dos figurent les armoiries des Dürer-Holper. Le tableau a subi des dommages, notamment sur l'arrière-plan.
Il montre le père de Dürer vu de côté sur un fond vert foncé. Il est vêtu d'une longue veste brune, bordée de fourrure, avec un vêtement de dessous noir. Il porte un bonnet de fourrure sombre où dépassent des cheveux ondulés à peine grisonnants. Il tient en ses mains une chaînette ou chapelet, muni de boules de couleur corail, tandis que son regard pensif se tourne vers le lointain.

#### Deuxième portrait

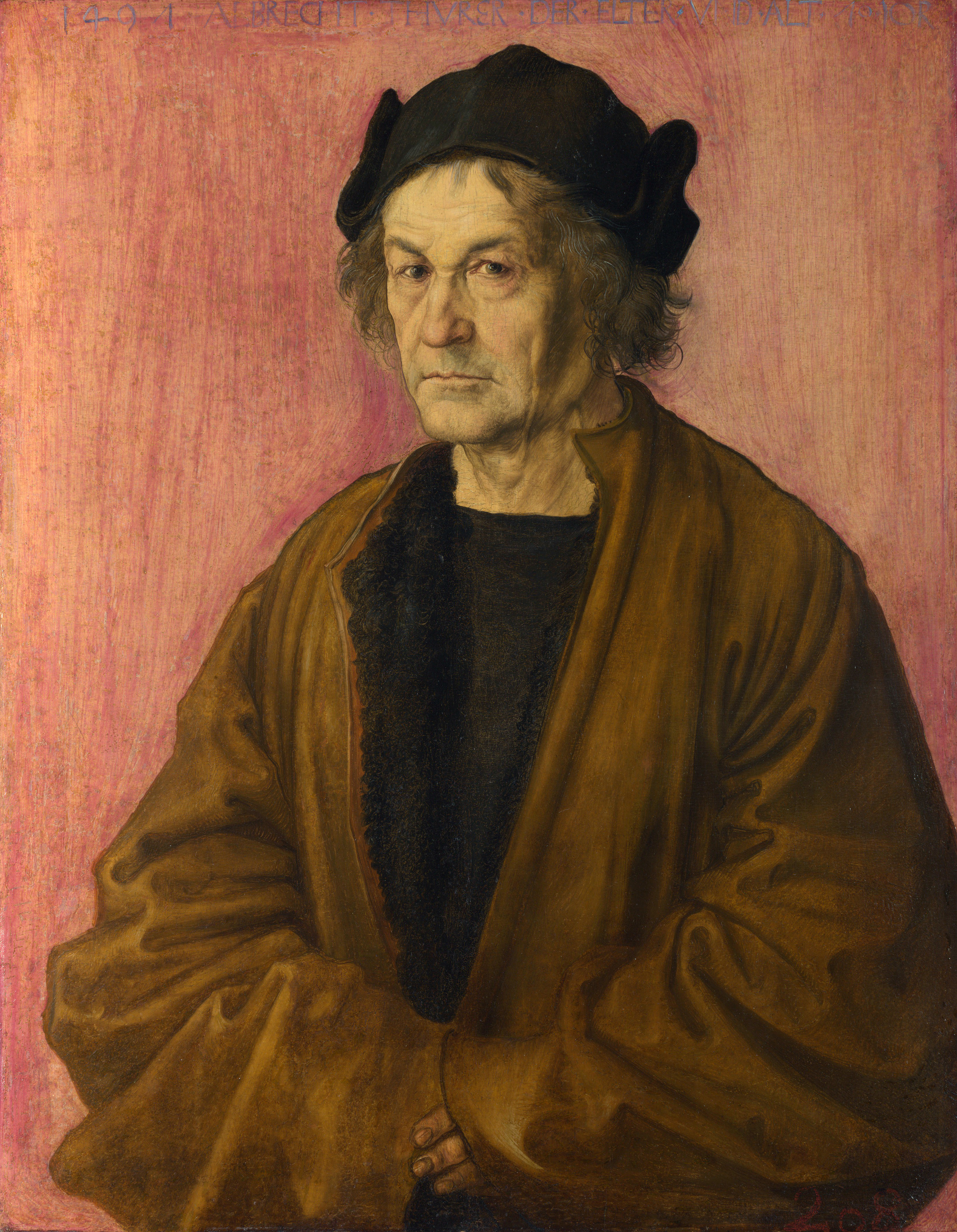
Albrecht Dürer père, peint par son fils Albrecht Dürer, vers 1497.

Ce portrait daté d'environ 1497 est réalisé par Albrecht Dürer fils alors qu'il a 26 ans, et représente son père alors âgé de 70 ans.
L'œuvre fait 51 cm de haut sur 41 cm de large, peinte sur bois de tilleul, et est signée et daté dans sa partie supérieure : « 1497 ALBRECHT THURER DER ELTER VND 70 JOR ». Il existe plusieurs versions du portrait, dont celle conservée à la National Gallery de Londres qui est considérée comme l'original, bien que le mauvais état de conservation de la signature et de l'arrière-plan lui ait longtemps valu d'être considéré comme une copie ou une contrefaçon. D'autres versions conservées au Städel à Francfort, dans une collection anglaise, et à la Alte Pinakothek de Munich sont considérées comme des copies. Ce portrait fut popularisé et diffusé par une eau-forte du graveur Wenceslas Hollar.
Le tableau représente le père vieillissant, vêtu de la même veste fourrée que sur le premier portrait, sur un arrière-plan teinté d'orange. À la différence de la représentation précédente, son regard est tourné vers le spectateur.